# Jandira Masur
Jandira Masur (São Paulo, 1940 - São Paulo, 1990) Psicóloga e professora psicofarmacologia da graduação e pós graduação da Escola Paulista de Medicina. Pesquisadora  da farmacologia do sistema nervoso, especialmente de distintos aspectos do alcoolismo e consumo de drogas, com diverso livros publicados. , 

## Vida
Dra. Jandira nasceu em São Paulo fez o curso de Psicologia na USP - Universidade de São Paulo formando-se em 1964. Trabalhou em psicologia clínica até 1967 quando iniciou a pós graduação. Em 1971 conclui seu doutorado em psicofarmacologia  na Escola  Paulista de Medicina (UNIFESP). Foi presidente da associação Brasileira de Álcool e Alcoolismo, vice-presidente da Sociedade Brasileira de Psicobiologia, Pesquisadora I-A do CNPq. Além de psicofarmacologia interessou-se por literatura infanto-juvenil paradidática onde possui três livros publicados. Interessante que quanto a publicação de artigos científicos sua produção foi recentemente destacada na produção científica brasileira baseado apenas nas suas publicações internacionais.

## Livros Publicados
- A questão do Alcoolismo. SP, Brasiliense, 1984.
- O que é Toxicomania. SP, Brasiliense, 2005.
- Drogas Subsidios Para Uma Discussão. com E. A. CARLINI. SP, Brasiliense, 2005
- Porquês - (9ª EDIÇÃO) SP, Editora Atica
- A conversa das palavras. SP, Editora Atica
- O frio pode ser quente? SP, Editora Atica (Prêmio PNLD 2010)
- O Jogo do Contrário. SP, Editora Atica
- As Caixas Que Andam. SP, Editora Atica